# Selvatelle
Selvatelle è una frazione del comune italiano di Terricciola, nella provincia di Pisa, in Toscana.

## Geografia fisica
Selvatelle si sviluppa in Valdera lungo il corso del fiume Era, che lambisce il paese ad est, mentre ad ovest scorre il torrente Rosciano, che si immette nell'Era poco a nord della frazione. Selvatelle è la frazione posta più a settentrione del comune di Terricciola e confina a nord con Capannoli e Santo Pietro Belvedere, a ovest con Soiana e Morrona, a est con Peccioli oltre il fiume Era, e a sud con Terricciola stessa e la frazione di La Rosa.
Selvatelle dista circa 5 km da Terricciola, mentre dista da Pisa circa 40 km.

## Storia
Il territorio della frazione di Selvatelle coincide grossomodo con l'antico comune medievale di Casanova, o Casa Nuova, citato nel 780 e sul quale ebbero signoria i nobili Upezzinghi di Pisa. Qui era ricordata la presenza di un importante castello, smantellato dai Pisani nel 1164. Nel 1238 il comune di Casanova è citato tra quelli partecipanti al trattato di lega stipulato a Santa Maria a Monte, mentre nel 1289 si è qui svolta una battaglia tra i Ghibellini di Valdera e i Guelfi di Peccioli. Anticamente era a Casanova situata la chiesa parrocchiale di Santa Maria, poi dedicata a San Bartolomeo ed ancora oggi presente seppur ricostruita nel XIX secolo.
Il moderno paese di Selvatelle si è sviluppato a valle del borgo, in un'area rurale nota anticamente come Monsolazzo, o Monteculaccio, che fu feudo dei vescovi di Lucca come ricordato in documenti altomedievali del 721, del 1075, del 1119 e del 1175. Qui era situata una storica chiesa parrocchiale intitolata a San Martino, luogo di culto per i contadini che lavoravano nei campi circostanti.
Il paese ha conosciuto un'espansione notevole a partire dal XIX secolo, crescendo lungo la strada statale 439 Sarzanese Valdera in seguito al progressivo spopolamento del borgo di Casanova, oggi località con pochi abitanti dipendente da Selvatelle, frazione che con i suoi 1 300 è il centro abitato più popoloso del comune.

## Monumenti e luoghi d'interesse

### Architetture religiose
- Chiesa di San Martino, chiesa parrocchiale della frazione, risale al 1965 ed è andata a sostituire l'antica chiesa altomedievale di Monteculaccio, oggi sconsacrata e adibita a magazzino, anche se irriconoscibile in seguito a numerosi rimaneggiamenti in epoca moderna.
- Chiesa di San Bartolomeo, antica chiesa parrocchiale dell'ex comune di Casanova, si trova al centro del piccolo borgo su una collina poco distante dal centro di Selvatelle. Conserva all'interno tre statue in terracotta dipinta del XVII secolo, raffiguranti la Madonna con Bambino tra i santi Giovanni e Bartolomeo, attribuite al Cieco di Gambassi.
- Oratorio di San Rocco, risalente al XVIII secolo.[4]
- Oratorio di San Michele, risalente al 1948.[4]